# Magyar Nemzeti Felkelés Felszabadító Bizottsága
A Magyar Nemzeti Felkelés Felszabadító Bizottsága (röviden: MNFFB) a nyilas uralom megdöntését és a német csapatok Magyarországról való kiűzését célul tűző, illegalitásban működő szervezet volt Magyarországon a második világháború végén.

## A szervezkedés
Az MNFFB 1944. november 9-én alakult meg titokban, Bajcsy-Zsilinszky Endre elnökletével. A szervezet fő feladatának a németek kiűzését tekintette az országból a szovjet csapatokkal együttműködve, valamint a nyilasok uralmának megdöntését, amit november 10-én kiáltványban is közzétettek. A szervezkedés civil és katonai ágon működött, a felkelés katonai elkészítésére megalakult az MNFFB katonai vezérkara, amelynek parancsnoka Kiss János altábornagy, vezérkari főnöke pedig Nagy Jenő ezredes lett.

## Az MNFFB elárulása
Az MNFFB nagyon rövid ideig tudott működni, mivel hamarosan árulás révén a nyilasok tudomást szereztek róla. Az áruló egy Mikulich Tibor nevű páncélos főhadnagy volt, aki hosszabb ideig eljárt a szervezet gyűléseire és senki sem gyanakodott rá, mivel jó kapcsolatban volt Nagy Jenő ezredessel. Mikulich azonban jelentette amit megtudott a Nemzeti Számonkérő Különítmény nyomozó alosztálya parancsnokának, Radó Endre csendőr századosnak. 1944. november 22-én aztán a Tartsay Vilmos vezérkari százados házában gyűlésezőket csendőrök lepték meg és letartoztatták az ott levő személyeket. A tisztek közül egyedül Farkas Endre vezérkari őrnagy menekült meg, aki elkésett az értekezletről, így amikor tudomást szerzett a történtekről, elmenekült.
A letartóztatottakat Széchényi Pál zászlós és Messik János hadnagy megkísérelte kiszabadítani, de nem jártak sikerrel és a csendőrökkel vívott tűzharcban mindketten életüket vesztették.
A felkelés vezetőit a Nemzeti Számonkérő Szék bírósága elé állították, amelyet Dominich Vilmos elnökölt. A bíróság december 6-án hirdetett ítéletet. Bajcsy-Zsilinszki Endrét, Kiss Jánost, Nagy Jenőt és Tartsay Vilmost halálra ítélték. Szintén halálra ítélték Almásy Pált is, de Szálasi kérésére ítéletét 15 évi fegyházra változtatták. Rajtuk kívül 10 évi börtönre ítélték Révay Kálmánt és Makay Miklóst.
A három halálra ítélt katonatisztet 1944. december 8-án a Margit körúti fegyházban felakasztották. Bajcsy-Zsilinszki Endre ítélete december 24-én a sopronkőhidai fegyházban lett végrehajtva.

## A szervezkedés emlékezete
A börtönbüntetésre ítélt személyeket a nyilasok magukkal vitték Németország területére, itt szabadították ki őket a nyugati szövetségesek. A háború után az ítéleteket semmisnek nyilvánították, a kivégzetteket hősöknek tekintették. Azokra akik megúszták a kivégzést, azonban a sztálinista diktatúra alatt nem sok jó várt, ugyanis koncepciós perekben Révay Kálmánt halálra ítélték és kivégezték, Almásy Pál pedig életfogytiglani börtönre lett ítélve, különös módon éppen azzal az ürüggyel, hogy háborús bűntetteket követtek el, ezt a vádat pedig kiegészítve más koholt vádakkal, mint a kémkedés a nyugatiak számára, stb. Őket csak 1990-ben rehabilitálta teljes mértékben a Legfelsőbb Bíróság.
A szervezkedés felszámolóját, Radó Endre csendőr századost, 1946-ban felakasztották. A szervezkedés elárulóját, Mikulich Tibort, hosszú bujkálás után, 1958-ban a román hatóságok elfogták és kiszolgáltatták Magyarországnak, ahol 1960. október 6-án szintén kivégezték.